# Skäggklocka
Skäggklocka (Campanula barbata) är en växtart i familjen klockväxter.
Arten kännetecknas av att de ljusblå klockblommorna är skägghåriga på insidan. Den är flerårig och blir mellan 15 och 45 cm hög. Stjälken och bladen är håriga. Den trivs på grässlänter, slåtterängar och säterängar i fjällnära områden.

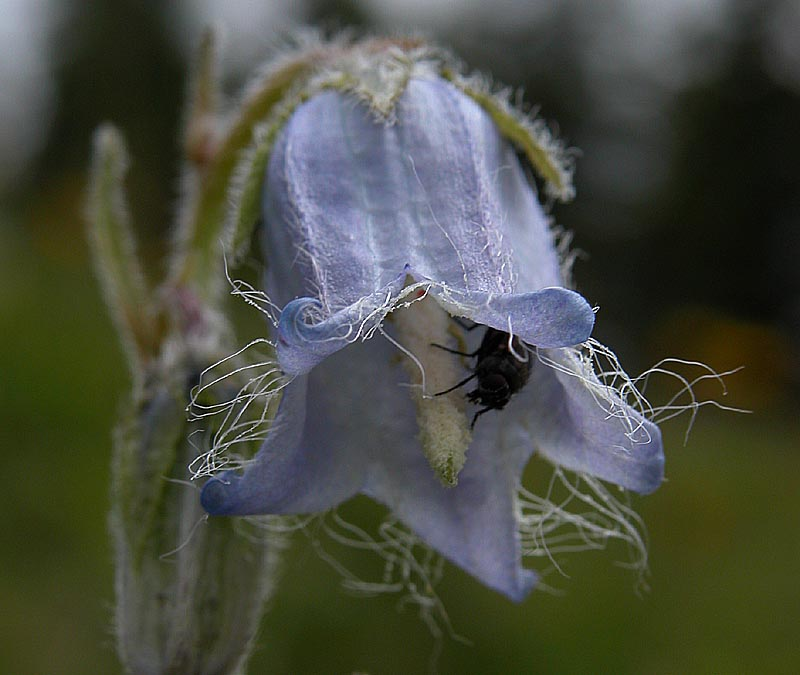
Närbild av blomman

I Norge finns skäggklocka hovudsakligen i Etnedal och Dokka-området. Den har också påträffats i Gausdal och Hemsedal. Närmaste växtplats utanför Norge är i Alperna och Karpaterna. Den finns alltså inte naturligt i Sverige. 
Skäggklocka är tidigare känd från cirka 40 lokaler i Norge, men idag (2012) finns den kvar på endast omkring 10 lokaler. Tillbakagången beror på upphörd slåtter, upphört bete, modernisering av jordbruket och fullt utnyttjande av kantzoner som tidigare fick stå i fred. Skäggklocka är i Norge rödlistad som sårbar. 
Skäggklocka är kommunblomma för Nordre Land i Norge. 